# HD 2514
HD2514 є подвійною зорею, що знаходиться  у сузір'ї
Тукан. Дана подвійна система має видиму
зоряну величину в смузі V приблизно
8.5.

## Подвійна зоря
Головна зоря цієї системи належить до хімічно пекулярних зір й
має спектральний клас A2.
Інша компонента має  спектральний клас F0.